# Coupe Levain
La Coupe Levain (appelée jusqu'en 2018 Coupe Suruga Bank, en espagnol : Copa Suruga Bank, en japonais : スルガ銀行チャンピオンシップ) est une compétition de football organisée par la Confédération sud-américaine de football (CONMEBOL) et la Fédération du Japon de football (JFA). Fondée en 2008, elle oppose le vainqueur de la Copa Sudamericana au vainqueur de la Coupe de la Ligue japonaise de football.

## Palmarès
| Édition | Vainqueur | Score | Finaliste | Lieu |
| ------- | --- | --- | --- | --- |
| 2008    | Arsenal de Sarandí | 1 - 0 | Gamba Ōsaka | Nagai Stadium, Osaka |
| 2009    | SC Internacional | 2 - 1 | Oita Trinita | Ōita Stadium, Ōita |
| 2010    | FC Tokyo | 2 - 2 4 - 3 t.a.b. | LDU Quito | Stade olympique, Tokyo |
| 2011    | Júbilo Iwata | 2 - 2 4 - 2 t.a.b. | CA Independiente | Stade Ecopa, Shizuoka |
| 2012    | Kashima Antlers | 2 - 2 7 - 6 t.a.b. | Universidad de Chile | Stade de Kashima, Kashima |
| 2013    | Kashima Antlers | 3 - 2 | São Paulo FC | Stade de Kashima, Kashima |
| 2014    | Kashiwa Reysol | 2 - 1 | CA Lanús | Hitachi Kashiwa Soccer Stadium, Kashiwa |
| 2015    | River Plate | 3 - 0 | Gamba Ōsaka | Expo'70 Stadium, Osaka |
| 2016    | Santa Fe | 1 - 0 | Kashima Antlers | Stade de Kashima, Kashima |
| 2017    | Urawa Red Diamonds | 1 - 0 | Chapecoense | Stade Saitama 2002, Saitama |
| 2018    | CA Independiente | 1 - 0 | Cerezo Osaka | Stade Nagai, Osaka |
| 2019    | CA Paranaense | 4 - 0 | Shonan Bellmare | Hiratsuka Stadium, Hiratsuka |
| 2020    | Kawasaki Frontale - Independiente del Valle n'a pas eu lieu en raison de la pandémie COVID-19 et des Jeux olympiques d'été de 2020 initialement prévus. | Kawasaki Frontale - Independiente del Valle n'a pas eu lieu en raison de la pandémie COVID-19 et des Jeux olympiques d'été de 2020 initialement prévus. | Kawasaki Frontale - Independiente del Valle n'a pas eu lieu en raison de la pandémie COVID-19 et des Jeux olympiques d'été de 2020 initialement prévus. | Kawasaki Frontale - Independiente del Valle n'a pas eu lieu en raison de la pandémie COVID-19 et des Jeux olympiques d'été de 2020 initialement prévus. |
| 2021    | FC Tokyo - Defensa y Justicia n'a pas eu lieu en raison de la tenue des Jeux olympiques d'été de 2020 reportés à l'été 2021.                            | FC Tokyo - Defensa y Justicia n'a pas eu lieu en raison de la tenue des Jeux olympiques d'été de 2020 reportés à l'été 2021.                            | FC Tokyo - Defensa y Justicia n'a pas eu lieu en raison de la tenue des Jeux olympiques d'été de 2020 reportés à l'été 2021.                            | FC Tokyo - Defensa y Justicia n'a pas eu lieu en raison de la tenue des Jeux olympiques d'été de 2020 reportés à l'été 2021.                            |
| 2022    | Nagoya Grampus - CA Paranaense n'a pas eu lieu en raison de la tenue de la Coupe d'Asie de l'Est de football.                                           | Nagoya Grampus - CA Paranaense n'a pas eu lieu en raison de la tenue de la Coupe d'Asie de l'Est de football.                                           | Nagoya Grampus - CA Paranaense n'a pas eu lieu en raison de la tenue de la Coupe d'Asie de l'Est de football.                                           | Nagoya Grampus - CA Paranaense n'a pas eu lieu en raison de la tenue de la Coupe d'Asie de l'Est de football.                                           |

## Bilans

### Bilan par club
| Club                 | Titres | Finales perdues | Années des victoires | Années des finales perdues |
| -------------------- | ------ | --------------- | -------------------- | -------------------------- |
| Kashima Antlers      | 2      | 1               | 2012, 2013           | 2016                       |
| CA Independiente     | 1      | 1               | 2018                 | 2011                       |
| Arsenal de Sarandí   | 1      | 0               | 2008                 |                            |
| SC Internacional     | 1      | 0               | 2009                 |                            |
| Urawa Red Diamonds   | 1      | 0               | 2017                 |                            |
| FC Tokyo             | 1      | 0               | 2010                 |                            |
| Júbilo Iwata         | 1      | 0               | 2011                 |                            |
| Kashiwa Reysol       | 1      | 0               | 2014                 |                            |
| River Plate          | 1      | 0               | 2015                 |                            |
| Santa Fe             | 1      | 0               | 2016                 |                            |
| CA Paranaense        | 1      | 0               | 2019                 |                            |
| Gamba Ōsaka          | 0      | 2               |                      | 2008, 2015                 |
| Oita Trinita         | 0      | 1               |                      | 2009                       |
| LDU Quito            | 0      | 1               |                      | 2010                       |
| Universidad de Chile | 0      | 1               |                      | 2012                       |
| São Paulo FC         | 0      | 1               |                      | 2013                       |
| CA Lanús             | 0      | 1               |                      | 2014                       |
| Chapecoense          | 0      | 1               |                      | 2017                       |
| Cerezo Osaka         | 0      | 1               |                      | 2018                       |
| Shonan Bellmare      | 0      | 1               |                      | 2019                       |

### Bilan par pays
| Pays      | Victoires | Finales perdues | Clubs vainqueurs                                                                                | Clubs finalistes                                                                              |
| --------- | --------- | --------------- | ----------------------------------------------------------------------------------------------- | --------------------------------------------------------------------------------------------- |
| Japon     | 6         | 6               | Kashima Antlers (2), Urawa Red Diamonds (1), FC Tokyo (1), Júbilo Iwata (1), Kashiwa Reysol (1) | Gamba Ōsaka (2), Oita Trinita (1), Kashima Antlers (1), Cerezo Osaka (1), Shonan Bellmare (1) |
| Argentine | 3         | 2               | Arsenal de Sarandí (1), River Plate (1), CA Independiente (1)                                   | CA Independiente (1), CA Lanús (1)                                                            |
| Brésil    | 2         | 2               | SC Internacional (1), CA Paranaense (1)                                                         | São Paulo FC (1), Chapecoense (1)                                                             |
| Colombie  | 1         | 0               | Santa Fe (1)                                                                                    |                                                                                               |
| Équateur  | 0         | 1               |                                                                                                 | LDU Quito (1)                                                                                 |
| Chili     | 0         | 1               |                                                                                                 | Universidad de Chile (1)                                                                      |

## Meilleurs buteurs
| Rang | Joueur             | Équipe               | But(s) |
| ---- | ------------------ | -------------------- | ------ |
| 1    | Yuya Osako         | Kashima Antlers      | 3      |
| 2    | Alecsandro         | Internacional        | 1      |
| 2    | Aloísio            | São Paulo            | 1      |
| 2    | Andrezinho         | Internacional        | 1      |
| 2    | Charles Aránguiz   | Universidad de Chile | 1      |
| 2    | Tomoyuki Arata     | Júbilo Iwata         | 1      |
| 2    | Hernán Barcos      | LDU Quito            | 1      |
| 2    | Carlos Casteglione | Arsenal              | 1      |
| 2    | Ganso              | São Paulo            | 1      |
| 2    | Keigo Higashi      | Oita Trinita         | 1      |
| 2    | Sōta Hirayama      | Tokyo                | 1      |
| 2    | Daiki Iwamasa      | Kashima Antlers      | 1      |
| 2    | Leandro            | Kashiwa Reysol       | 1      |
| 2    | Gonzalo Martínez   | River Plate          | 1      |
| 2    | Gabriel Mercado    | River Plate          | 1      |
| 2    | Masashi Oguro      | Tokyo                | 1      |
| 2    | Facundo Parra      | Independiente        | 1      |
| 2    | Renato             | Kashima Antlers      | 1      |
| 2    | Carlos Sánchez     | River Plate          | 1      |
| 2    | Kaoru Takayama     | Kashiwa Reysol       | 1      |
| 2    | Eduardo Tuzzio     | Independiente        | 1      |
| 2    | Patricio Urrutia   | LDU Quito            | 1      |
| 2    | Humberto Osorio    | Santa Fe             | 1      |
| 2    | Silvio Romero      | CA Independiente     | 1      |